# Volker Bouffier

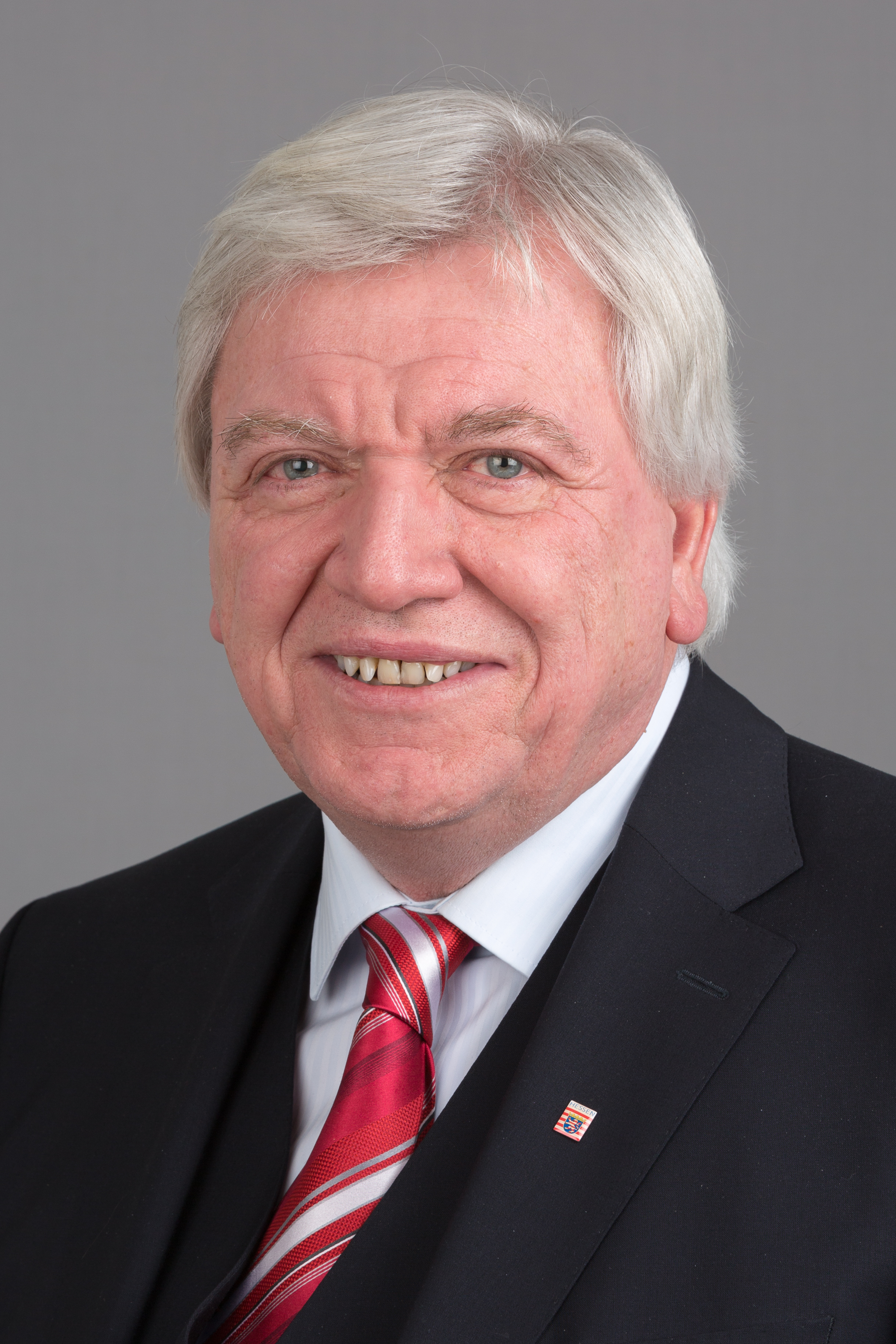
Volker Bouffier (2016)

Volker Bouffier (Aussprache [ˈfɔlkɐ bʊˈfjeː], * 18. Dezember 1951 in Gießen) ist ein ehemaliger deutscher Politiker (CDU) und war von 2010 bis 2022 Ministerpräsident des Landes Hessen.

## Herkunft und Beruf

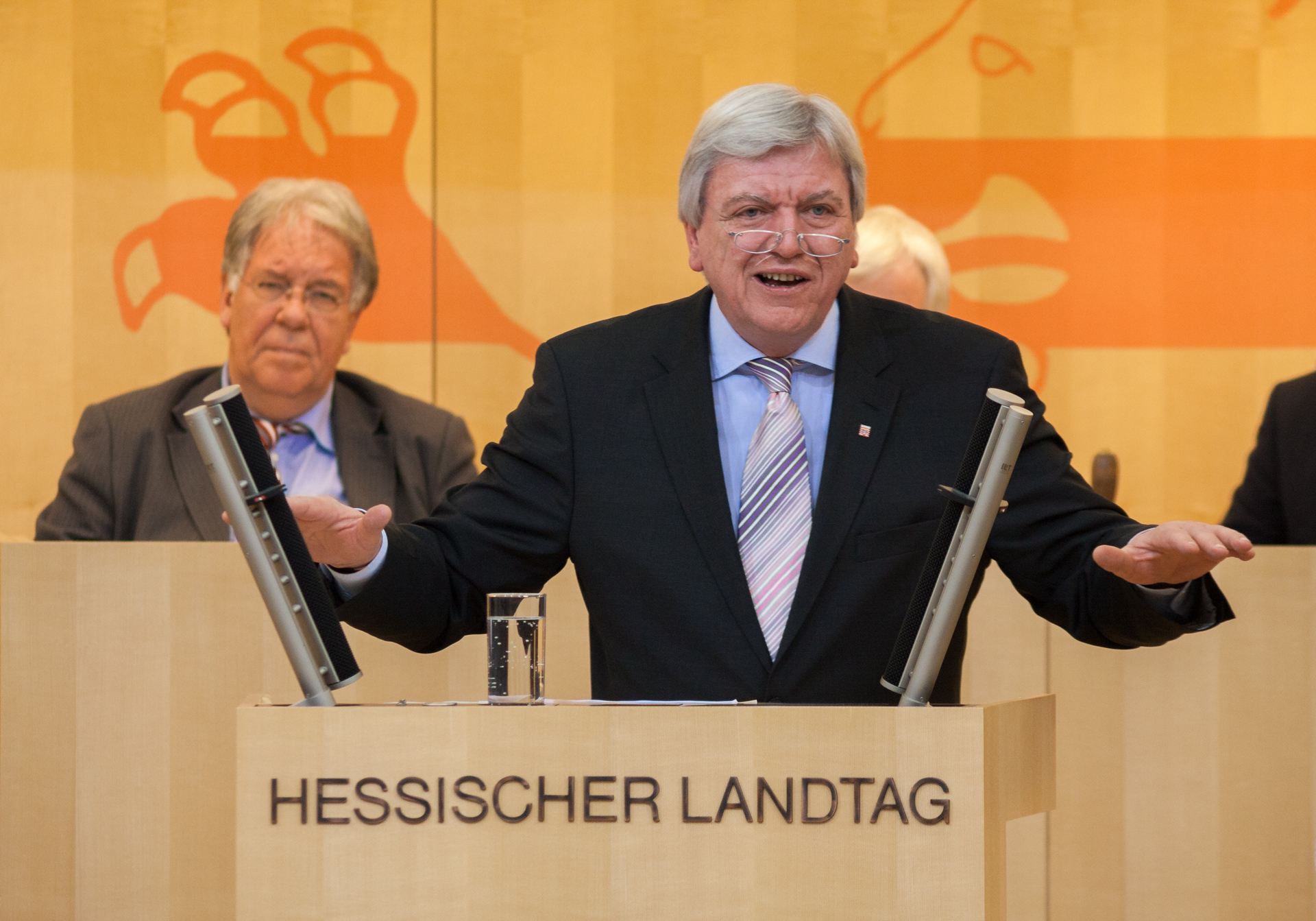
Volker Bouffier 2013 bei einer Rede zum Thema Länderfinanzausgleich im Hessischen Landtag

Bouffier entstammt einer Hugenottenfamilie. Der Vater war Jurist. Nach dem Abitur 1970 an der Herderschule in Gießen absolvierte Bouffier ein Studium der Rechtswissenschaft an der Justus-Liebig-Universität Gießen, das er 1975 mit dem Ersten juristischen Staatsexamen beendete. Sein Zweites juristisches Staatsexamen legte er 1977 ab. Von 1975 bis 1978 war er wissenschaftlicher Mitarbeiter am Lehrstuhl für Öffentliches Recht der Universität Gießen, danach wurde er als Rechtsanwalt zugelassen. Von 1984 bis Ende 2021 hatte er eine Zulassung als Notar, seit 1999 war er zudem Fachanwalt für Familienrecht.
In seiner Jugend war er bis zu einem Unfall Basketballer des MTV Gießen und Jugendnationalspieler.
1999 ermittelte die Gießener Staatsanwaltschaft gegen Bouffier wegen des Verdachts auf Parteiverrat. Zwischen 1997 und 1999 hatte Bouffier in einem Ehescheidungsverfahren sowohl den Ehemann als auch später dessen Ehefrau juristisch beraten. Im August 1999 wurde das Ermittlungsverfahren gemäß § 153a der Strafprozessordnung gegen Zahlung einer Geldauflage in Höhe von 8000 DM eingestellt. Da es kurz zuvor ein Treffen zwischen dem Oberstaatsanwalt, dessen Mitarbeitern und dem Staatssekretär im Hessischen Justizministerium gegeben hatte, veranlasste die Opposition im Landtag die Einsetzung eines Untersuchungsausschusses zur Klärung der Umstände der Verfahrenseinstellung. Während CDU und FDP Bouffier entlasteten, beanstandeten SPD und Bündnis 90/Die Grünen eine unangebrachte Einflussnahme.
Bouffier ist gemeinsam mit Thomas Wolf Inhaber der Anwaltskanzlei Bouffier & Wolf in Gießen, übte jedoch während seiner Zeit als Ministerpräsident seine Tätigkeit als Rechtsanwalt nicht aus.
Im Sommer 2024 veröffentlichte Volker Bouffier zusammen mit dem Wetzlarer Elektronikmusiker Thomas Albertsen (Globotom) die Single "Ein offenes Herz" mit Ambient Post-Rock und Textpassagen aus Johann Wolfgang von Goethes "Werther".
Im Dezember wurde Bouffier in den Vorstand des Deutschen Olympischen Sportbunds berufen. Sein Vertrag läuft bis zum 30. Juni 2025.

## Familiäres und Gesundheit

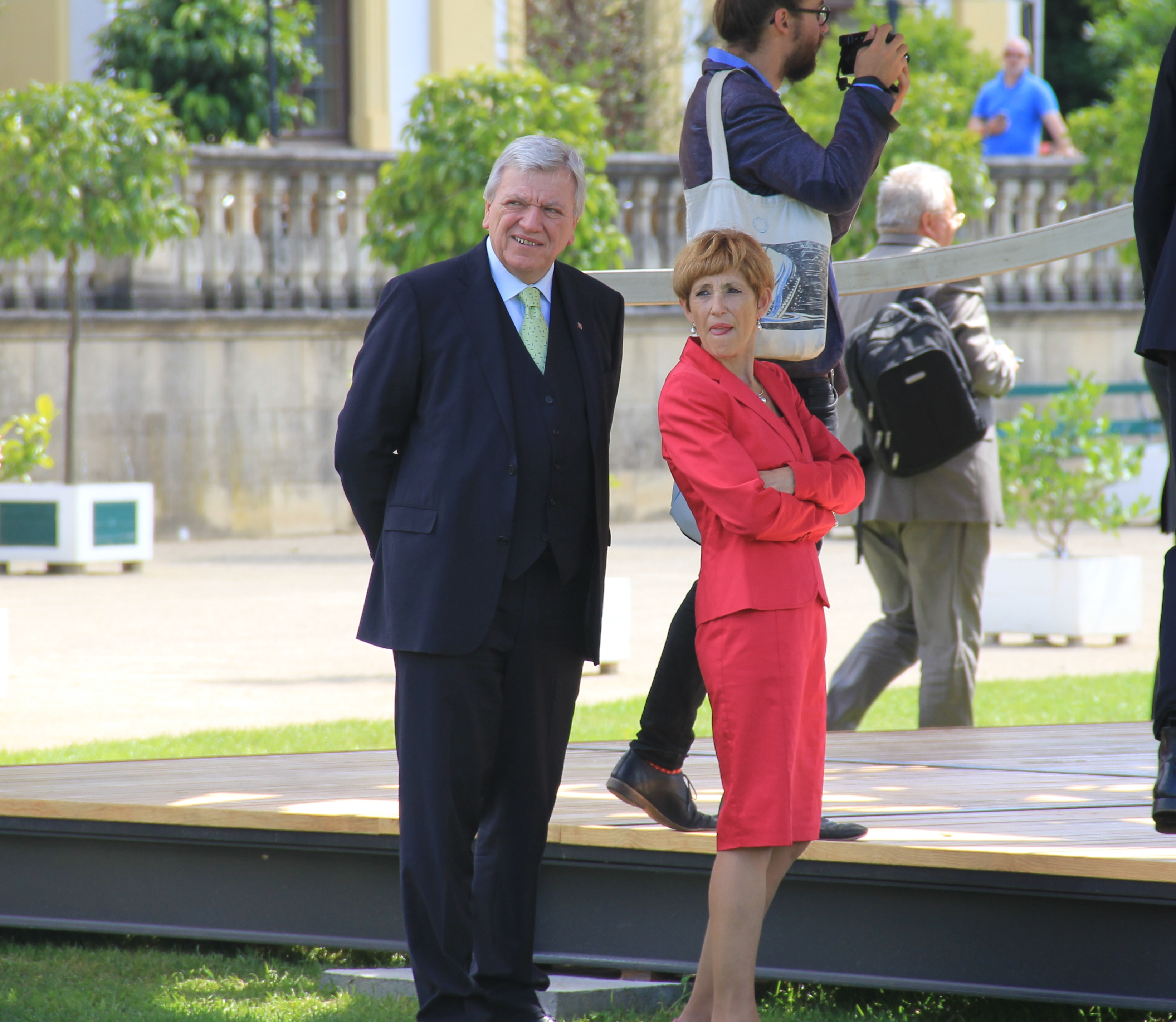
Volker Bouffier mit seiner Ehefrau Ursula Bouffier bei der Eröffnung der Documenta 14 am 10. Juni 2017 in Kassel

Volker Bouffier ist evangelisch. Er ist mit der gelernten Radiologieassistentin und ehemaligen CDU-Kreistagsabgeordneten Ursula Bouffier verheiratet, mit der er zwei gemeinsame erwachsene Söhne hat. Seine Tochter stammt aus erster Ehe. Bouffier stammt aus einer politischen Familie: Sein Großvater Robert Ferdinand August Bouffier (1883–1971) war Mitbegründer der CDU in Gießen, sein Vater Robert Bouffier (1920–1999), ein Rechtsanwalt, CDU-Kommunalpolitiker und seine Schwester Karin Bouffier-Pfeffer (* 1958) Stadträtin im Magistrat von Gießen. Sein Sohn Frederik Bouffier (* 1990) ist für die CDU Mitglied des Bundestags, zuvor des Hessischen Landtags und der Gießener Stadtverordnetenversammlung. Sein jüngster Sohn Volker jun. ist Staatsanwalt und ebenfalls für die CDU Mitglied der Gießener Stadtverordnetenversammlung. Seine Mutter war Donauschwäbin aus Nova Pazova (Neu-Pasua) in Jugoslawien (heute Serbien), die am Ende des Zweiten Weltkriegs das Land verlassen musste.
Anfang 2019 wurde bei Volker Bouffier Hautkrebs im Bereich der Nase diagnostiziert, der mit ambulanten Strahlen- und Chemotherapien in der Uniklinik Marburg erfolgreich behandelt wurde. Nach einem mehrwöchigen abschließenden Rehaaufenthalt in Süddeutschland nahm er im Mai 2019 seine Regierungsgeschäfte wieder in vollem Umfang auf.

## Politik

### Partei
Bouffier engagierte sich zunächst in der Jungen Union, deren hessischer Landesvorsitzender er von 1978 bis 1984 war.
Seit 1978 gehört er dem Landesvorstand der CDU Hessen an und war von 1991 bis zum 12. Juni 2010 stellvertretender Landesvorsitzender. Nach dem Rückzug von Roland Koch aus allen politischen Ämtern schlug dieser Volker Bouffier als Nachfolger für den CDU-Landesvorsitz und das Amt des Ministerpräsidenten vor. Bouffier übte den Landesvorsitz schließlich parallel zu seiner Amtszeit als Ministerpräsident von 2010 bis 2022 aus. Koch empfahl der CDU-Bundesspitze um Bundeskanzlerin und Parteivorsitzende Angela Merkel Bouffier als seinen Nachfolger in der Funktion als stellvertretenden Bundesvorsitzenden.
Am 12. Juni 2010 wählten die Delegierten des 103. Landesparteitages Bouffier zum Vorsitzenden des Landesverbandes der CDU Hessen. Der Landtag wählte ihn am 31. August 2010 zum hessischen Ministerpräsidenten. Am 15. November 2010 wurde Bouffier auf dem 23. CDU-Bundesparteitag in Karlsruhe mit 85,1 Prozent erstmals zum stellvertretenden Bundesvorsitzenden gewählt und am 4. Dezember 2012 in Hannover mit 83,0 Prozent in dieser Position bestätigt.
Von 1987 bis zum 13. Februar 2004 war er außerdem Vorsitzender des CDU-Kreisverbandes Gießen dessen Ehrenvorsitzender er seither ist. Ihm folgte Helge Braun.
Auf dem 105. Landesparteitag wurde er zum Spitzenkandidaten für die Landtagswahl am 22. September 2013 nominiert. Unter ihm als Wahlsieger wurde die erste Schwarz-Grüne Koalition (Kabinett Bouffier II) in einem deutschen Flächenstaat gebildet.

### Abgeordneter
Bouffier war von 1979 bis 1993 Stadtverordneter in Gießen. Von 1979 bis 1999 gehörte er dem Kreistag des Landkreises Gießen an.

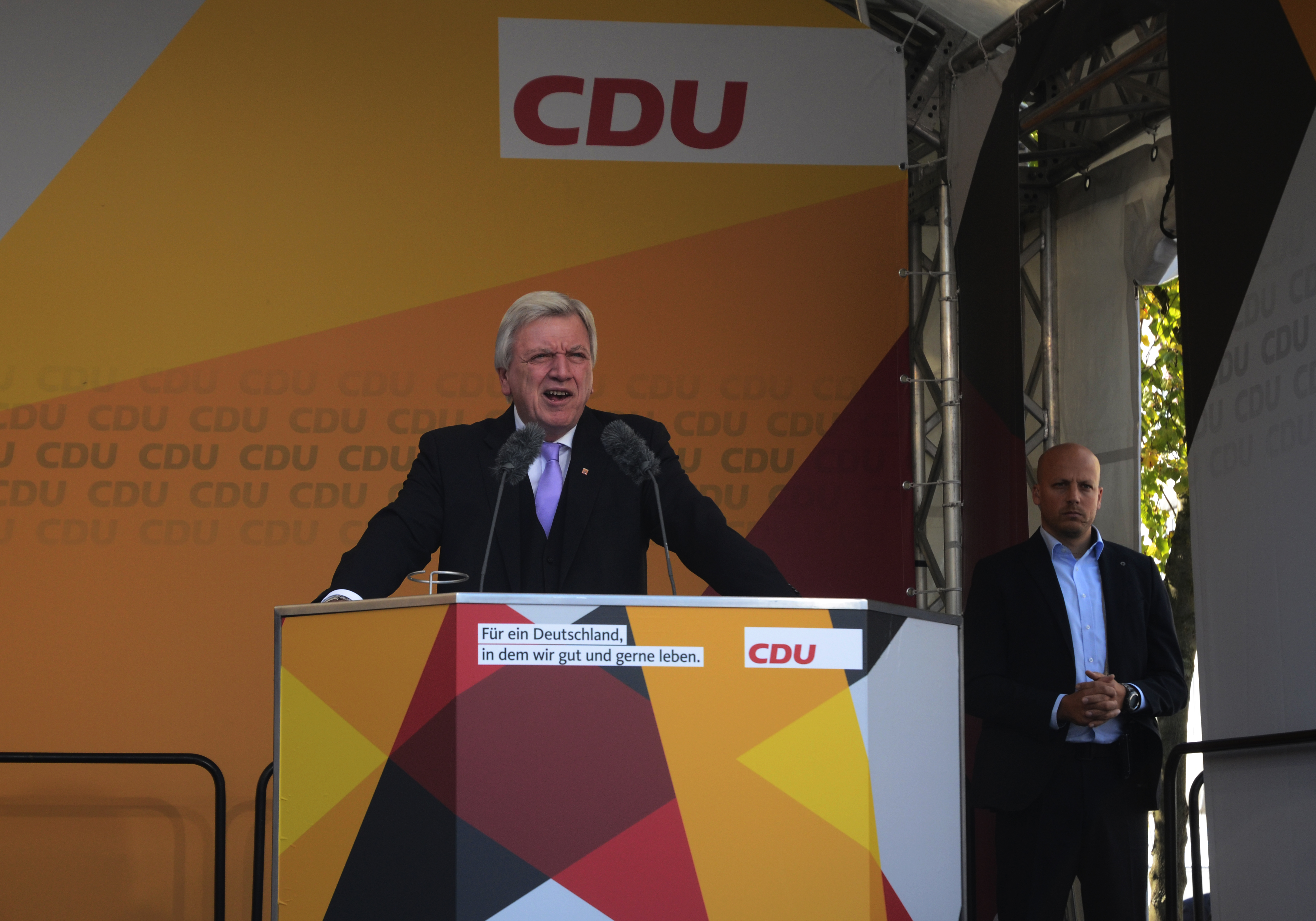
Volker Bouffier auf einer Wahlkampfveranstaltung der CDU zur Bundestagswahl 2017 am 25. September 2017 in Fritzlar

Von 1982 bis 1987 und von 1991 bis 2022 war er durchgehend Mitglied des Hessischen Landtages. Hier war er von 1993 bis 1999 stellvertretender Vorsitzender der CDU-Fraktion. Seinen Wahlkreis Gießen II gewann er 2009 mit 42,6 Prozent der Erststimmen. Auch bei der Landtagswahl 2013 kandidierte er wieder im Wahlkreis Gießen II und damit erneut gegen Thorsten Schäfer-Gümbel, der erstmals in seinen Funktionen als SPD-Landesvorsitzender und Spitzenkandidat seiner Partei antrat. Dennoch verteidigte Bouffier das Direktmandat mit 46,9 Prozent zu 39,3 Prozent für Schäfer-Gümbel. Bei der Landtagswahl 2018 konnte er sein Direktmandat erneut gegen Schäfer-Gümbel verteidigen. Am 31. Mai 2022 legte Bouffier zeitgleich mit seinem Ministerpräsidentenamt auch sein Landtagsmandat nieder. Für ihn rückte Eva Kühne-Hörmann nach.

### Ämter in der Hessischen Landesregierung

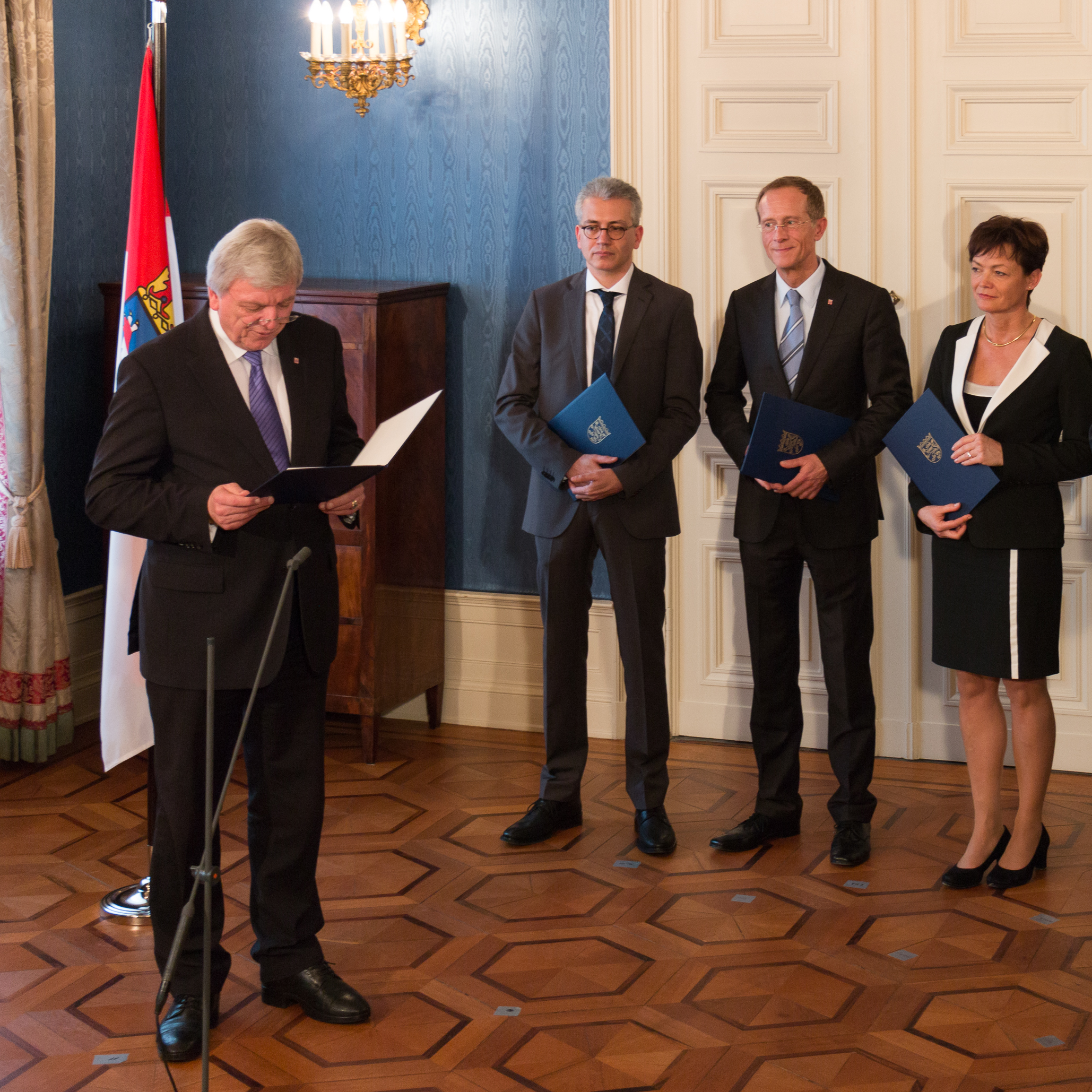
Bouffier ernennt die Minister der ersten schwarz-grünen Koalition in Hessen (2014)

Von 1987 bis 1991 gehörte Bouffier als Staatssekretär im Hessischen Ministerium für Justiz der von Ministerpräsident Walter Wallmann geführten Landesregierung an.
Ab April 1999 bis zu seiner Wahl zum Ministerpräsidenten war er in den Kabinetten Koch I, Koch II und Koch III Hessischer Minister des Innern und für Sport. Daneben gehörte er als Interessenvertreter Hessens und der Bundesländer dem Rat für Justiz und Inneres der EU an.
Im Frühjahr 2010 kündigte Roland Koch seinen Rückzug aus allen politischen Ämtern an und schlug Volker Bouffier als Nachfolger für den CDU-Landesvorsitz, das Amt des Ministerpräsidenten und die Funktion als stellvertretender Bundesvorsitzender vor. Am 31. August 2010 wurde Bouffier vom Hessischen Landtag zum Ministerpräsidenten gewählt und stand seitdem dem schwarz-gelben Kabinett vor. Er erhielt im ersten Wahlgang 66 und somit alle Stimmen der CDU-FDP-Regierungskoalition. 50 Abgeordnete votierten gegen ihn.
Aus der Landtagswahl am 22. September 2013 ging die CDU mit 38,3 Prozent leicht verbessert als Siegerin hervor. Da die FDP starke Verluste verbuchte und mit 5,0 Prozent nur knapp den Wiedereinzug in den Landtag schaffte, verlor die schwarz-gelbe Koalition ihre Regierungsmehrheit. Die SPD andererseits konnte den von ihr erwünschten Politikwechsel zusammen mit den Grünen ebenfalls nicht erreichen, da auch der Linken der Sprung in das Parlament gelang.
Bouffier erhob den Anspruch seiner Partei für die Regierungsbildung und begann Sondierungsgespräche sowohl mit der SPD als auch den Grünen. Am 23. November 2013 unterbreitete Bouffier den Grünen um den Vorsitzenden und Spitzenkandidaten Tarek Al-Wazir das Angebot, mit der CDU Gespräche zur Bildung einer schwarz-grünen Koalition aufzunehmen. Bereits am nächsten Tag beschloss ein kleiner Parteitag der Grünen mit großer Mehrheit, das Angebot anzunehmen. Nach dem Abschluss der Koalitionsverhandlungen wurde dem schwarz-grünen Koalitionsvertrag von den Gremien von CDU und Grünen am 21. Dezember 2013 zugestimmt. Es ist die erste schwarz-grüne Koalition in einem Flächenland. Am 18. Januar 2014 wurde Bouffier mit 62 Stimmen im Landtag als Ministerpräsident wiedergewählt und erhielt damit eine Stimme mehr als CDU und Grüne auf sich vereinen. Anschließend ernannte er das Kabinett Bouffier II.
Am 10. Oktober 2014 wurde Bouffier turnusgemäß zum Bundesratspräsidenten gewählt. Er hatte dieses Amt vom 1. November 2014 bis zum 31. Oktober 2015 inne. Ab dem 14. März 2018 war Bouffier der dienstälteste Ministerpräsident in Deutschland.
Nach der Landtagswahl in Hessen 2018 erhielt Bouffiers bisherige Landesregierung trotz der Verluste der CDU durch das gute Wahlergebnis der Grünen eine knappe Ein-Stimmen-Mehrheit im Parlament. Nachdem er sich in Koalitionsverhandlungen auf eine Fortsetzung der Zusammenarbeit geeinigt hatte, wurde Bouffier bei der konstituierenden Landtagssitzung am 18. Januar 2019 mit 69 Stimmen wiedergewählt und erreichte damit exakt die erforderliche Mehrheit. Daraufhin bildete er das Kabinett Bouffier III.
Wie Bouffier bereits am 25. Februar 2022 bekannt gegeben hatte, legte er sein Amt als Ministerpräsident am 31. Mai 2022 nieder. Er wurde bei einem Festakt in Schloss Biebrich feierlich verabschiedet. Sein Nachfolger wurde der bisherige Landtagspräsident Boris Rhein.
Zum Zeitpunkt seiner Amtsniederlegung war Bouffier der dienstälteste Ministerpräsident Deutschlands. Nach Georg-August Zinn war er mit fast zwölf Jahren Amtszeit der am zweitlängsten amtierende Ministerpräsident Hessens.

## Politische Positionen

### Bis 2010
Bouffier galt als treuer Mitstreiter Roland Kochs. In der Innenpolitik setzte er sich für die Verschärfung oder den Einsatz neuer Überwachungsmethoden ein. Insbesondere sprach er sich für Rasterfahndung, Kennzeichenlesegeräte oder Telekommunikationsüberwachung in der Kriminalitätsverfolgung aus, was ihm den Spitznamen „Schwarzer Sheriff“ einbrachte.
Nach den Terroranschlägen in New York am 11. September 2001 führte er in Hessen die Rasterfahndung ein. Weiter startete er den Freiwilligen Polizeidienst und ließ Abschiebungen von Flüchtlingen kompromisslos umsetzen. Ferner setzt er sich für Onlineüberwachung und Datenspeicherung ein. Bouffier modernisierte in seiner Amtszeit als Innenminister die hessische Polizei und machte sie zum Vorreiter bei der Bekämpfung der Internetkriminalität. Im Jahr 2002 stellte sich Bouffier hinter den stellvertretenden Frankfurter Polizeipräsidenten Wolfgang Daschner, der dem Entführer und Mörder von Jakob von Metzler, Magnus Gäfgen, Folter angedroht hatte.

### Seit 2010
Erstes Ergebnis eines parteiübergreifenden Konsenses waren die Verhandlungen um die Verankerung einer Schuldenbremse in der Hessischen Verfassung. CDU, SPD, Grüne und FDP sprachen sich darauf für die Schuldenbremse aus, die durch eine Volksabstimmung am 27. März 2011 beschlossen wurde.
2011 sprach er sich für Steuervereinfachungen aus.
Bouffier lehnt die Adoption von Kindern durch gleichgeschlechtliche Paare ab. Das Wohl der Kinder stehe für ihn im Vordergrund. Obgleich es gleichgeschlechtliche Paare gebe, die Kinder liebevoll erziehen, fühlten viele Menschen, über alle Parteigrenzen hinweg, „ein gewisses Unbehagen“ dabei. „Zu diesen Menschen gehöre ich auch“, sagte er gegenüber dem Spiegel. „Die Frage der Adoption kann man nicht mit einem Schnellschuss beantworten.“
Nachdem die Verhandlungen im Rahmen der Ministerpräsidentenkonferenz gescheitert waren, trafen sich am 5. Februar 2013 die Bayerische Landesregierung mit dem Hessischen Kabinett in Schloss Biebrich und beschlossen, Klage gegen das aktuelle System des Länderfinanzausgleichs einzureichen. Am 25. März 2013 reichte das Land Hessen gemeinsam mit Bayern Klage beim Bundesverfassungsgericht gegen den Länderfinanzausgleich ein.
Bouffier unterstützt das Ehrenamt. So wurde 2011 die Landesstiftung „Miteinander in Hessen“ auf seine Initiative hin gegründet. Bis heute (Stand 6/2021) ist Volker Bouffier Kuratoriumsvorsitzender.
Schon Mitte April 2014 unterstützte Bouffier im Zuge der Annexion der Krim durch Russland eine Äußerung von Wolfgang Schäuble, in der dieser die Annexion mit dem Anschluss des Sudetenlands 1938 verglichen hatte. Dieser Standpunkt von Schäuble und Bouffier wurde in Teilen der deutschen Presse, so auch im Spiegel, als umstritten bezeichnet.

## Kontroversen
Als Innenminister trug Bouffier die politische Verantwortung für das Vorgehen der hessischen Polizei während der Entführung von Jakob von Metzler. Metzlers Entführer, Magnus Gäfgen, wurde vom stellvertretenden Frankfurter Polizeipräsidenten Wolfgang Daschner Folter angedroht. Im Vorfeld zum Daschner-Prozess behauptete Daschner, für diese Vorgehensweise aus dem Innenministerium Rückendeckung geholt zu haben. Die Landesregierung bestritt dies und instruierte die Ministerialbeamten per SMS, entsprechende Berichte nicht zu kommentieren.
Für seine Tätigkeit als Innenminister erhielt Bouffier zweimal einen Big Brother Award in der Kategorie Politik. Die erste „Auszeichnung“ im Jahr 2002 bezog sich auf die den Terroranschlägen vom 11. September 2001 folgenden Änderungen des hessischen Polizeigesetzes und den damit verbundenen erneuten Einsatz der Rasterfahndung. Ursprünglich war diese Art der Fahndung nur im Ausnahmezustand zugelassen. Ein sudanesischer Student aus Gießen reichte beim Landgericht Wiesbaden Klage gegen die Neuregelung ein und bekam Anfang Februar 2002 recht. Das Oberlandesgericht Frankfurt am Main bestätigte diese Entscheidung zwei Wochen später und stoppte damit die Rasterfahndung in Hessen.
Den am 14. Dezember 2004 durch den Landtag beschlossenen neuen Regelungen des hessischen Polizeirechts verdankt Volker Bouffier seinen zweiten Big Brother Award im Jahr 2005. Hintergründe dieser Negativauszeichnung sind unter anderem gesetzliche Änderungen der Telekommunikationsüberwachung (TKÜ), die den Einsatz von IMSI-Catchern zum Feststellen des Standortes eines Mobiltelefons erlauben. Die damit verbundene Überwachung eventueller Straftäter zur Gefahrenabwehr steht im Kontrast zu Datenschutz und Privatsphäre einer Person. Das Bundesverfassungsgericht hatte wenige Monate zuvor eine ähnliche Regelung in dem Bundesland Niedersachsen für ungültig erklärt. Weiterhin wird die DNA-Analyse von Personen unter 14 Jahren angemahnt, welche in Hessen laut Gesetz bei Kindern, die eine Straftat von erheblicher Bedeutung begangen haben und dies in Zukunft wieder tun könnten, angewendet werden darf. Die beschlossene erweiterte Videoüberwachung ist der dritte Grund der Preisverleihung. Dabei wird die hessische Polizei ermächtigt, die Daten kontrollierter Personen zu speichern, für Daten Dritter ist nur die Datenerhebung erlaubt. Da aber eine Videokamera diesen Unterschied nicht kennt, befand die Jury diese Regelung für „legislativen Unfug“, die trotz eines zuvor durchgeführten Rechtsgutachtens umgesetzt wurde.
Am 29. März 2007 forderte der Bündnis 90/Die Grünen-Abgeordnete Tarek Al-Wazir den Rücktritt Bouffiers als Innenminister, weil dieser sich weigerte, Stellung zu den rechtsradikalen Umtrieben der Personenschützer von Michel Friedman zu beziehen. Weil Bouffier im Juli 2009 seinen Parteifreund und damaligen Vizepräsidenten des Polizeipräsidiums Mittelhessen Hans Langecker ohne vorheriges Auswahlverfahren zum Präsidenten der hessischen Bereitschaftspolizei ernannte, forderte die SPD im März 2010 Bouffiers Rücktritt. Ein Mitbewerber für das Amt hatte zuvor beim Hessischen Verwaltungsgerichtshof das Auswahlverfahren angefochten und Recht bekommen.
Im September 2010 wurde bekannt, dass zwischen 2008 und 2010 Aufträge für insgesamt 21 Millionen Euro, die nach der EU-Vergabeverordnung hätten ausgeschrieben werden müssen und die in die Zuständigkeit des hessischen Innenministeriums fielen, an CDU-nahe Unternehmer „freihändig“ vergeben worden waren.
Im November 2011 wurde bekannt, dass ein im Zusammenhang mit der Untersuchung der unrechtmäßigen Festnahme Jörg Bergstedts gegen den damaligen hessischen Innenminister Volker Bouffier eingeleitetes Vorermittlungsverfahren durch eine „Aktenkorrektur“ aus dem Blickfeld der Aufmerksamkeit gerückt wurde.
Nach dem Mord an Halit Yozgat im April 2006 in einem Kasseler Internetcafé, bei dem auch Andreas Temme, ein Mitarbeiter des hessischen Verfassungsschutzes, anwesend war und als einziger Zeuge keine Schüsse gehört haben will, hinderte Bouffier die Polizei nach einem Bericht des ZDF-Magazins Frontal daran, weitere Zeugen zu vernehmen und eine eventuelle Verstrickung des Verfassungsschützers zu ermitteln, weil er den Schutz der V-Leute habe gewährleisten wollen. Im Rahmen des NSU-Untersuchungsausschusses im Bundestag wurde Bouffier am 28. September 2012 befragt. Das Ermittlungsverfahren gegen Temme wurde im Mai 2018 eingestellt, weil ihm kein Vorsatz nachgewiesen werden konnte.
Das Landesamt für Verfassungsschutz Hessen müsse über mögliche Interventionen Volker Bouffiers im Fall des Ex-Verfassungsschützers Andreas Temme zu seiner Zeit als Innenminister Auskunft geben, berichtete die Hessenschau am 9. Juni 2020. Sie zitiert aus einem am selben Tag veröffentlichten Beschluss des Verwaltungsgerichts Wiesbaden aus dem hervorgehe, dass das Gericht dem Eilantrag eines Journalisten in dieser Sache stattgegeben und das Landesamt dazu verpflichtet habe, die von ihm gestellten Fragen zu beantworten (AZ: 2 L 2032/19.WI). Der Journalist wollte erfahren, wie oft Volker Bouffier (CDU) als Innenminister bei den Ermittlungen zum Kasseler NSU-Mord interveniert habe. Am 5. Oktober 2006 hatte Bouffier den Antrag der Staatsanwaltschaft Kassel auf Erteilung von Aussagegenehmigungen für die von Temme geführten Quellen in der Extremistenszene abgelehnt. Die Folge dieser sogenannten Sperrerklärung war, dass die Polizei die Quellen nicht förmlich vernehmen konnte. Stattdessen wurden sie durch Mitarbeiter des Landesamts für Verfassungsschutz befragt.
Im Januar 2015 wurde bekannt, dass Bouffier Klagen der Stromkonzerne und Atomkraftwerksbetreiber ENBW, E.ON und RWE gegen das Land Hessen erst möglich machte. Diese fordern Schadenersatz in Höhe von rund 880 Mio. Euro. Bouffier hatte nach dem Moratorium der Bundesregierung den Konzernen gedroht, er werde „dagegen vorgehen“, dass das Atomkraftwerk Biblis B wieder in Betrieb genommen wird. Ein Brief belegt, dass der damalige RWE-Chef den hessischen Ministerpräsidenten ausdrücklich um dieses Schreiben gebeten hatte. Darin heißt es:
„Herr Minister Pofalla sagte mir zu, mir […] einen schriftlichen Bescheid zu geben, dass Sie ein evtl. Anfahren verhindern werden. Wann können wir mit diesem Schreiben rechnen?“

## Ehrenämter und weitere Funktionen
- Frankfurter Innovationszentrum Biotechnologie GmbH – Vorsitzender des Aufsichtsrates
- Senckenberg Gesellschaft für Naturforschung – Vorsitzender des Kuratoriums
- Hessische Kulturstiftung – Vorsitzender des Stiftungsrates[47]
- Kreditanstalt für Wiederaufbau – Mitglied des Verwaltungsrates und des Präsidialausschusses[48]
- Deutsches Museum – Mitglied des Kuratoriums[49]
- House of Finance – Mitglied des Kuratoriums[50]
- Paul-Ehrlich-Stiftung – Ehrenvorsitzender des Kuratoriums[51]
- Stiftung Deutsche Sporthilfe – Mitglied des Kuratoriums[52]
- Landesstiftung „Miteinander in Hessen“ – Vorsitzender des Kuratoriums
- Leibniz-Institut Hessische Stiftung Friedens- und Konfliktforschung – Mitglied des Stiftungsrates
- Mitglied der Trägerversammlung der Landesbank Hessen-Thüringen
- Fritz Bauer Institut – Mitglied des Stiftungsrates[53]
- Stiftung Flughafen Frankfurt/Main für die Region – Vorsitzender des Vorstandes[54]
- Internatsschule Schloss Hansenberg – Vorsitzender des Kuratoriums
- Bad Hersfelder Festspiele – Schirmherr[55]
- Egidius-Braun-Stiftung – Mitglied des Kuratoriums[56]

Seit 2006 ist er Mitglied des Fördervereins der Gedenkstätte Berlin-Hohenschönhausen.

## Auszeichnungen
- 2005: Silberne Ehrennadel der Kickers Offenbach
- 2005: Hessischer Verdienstorden als aktiver Minister, was von der Opposition kritisiert wurde[58]
- 2006: IOC Trophy „Sports and Community“ für Arbeit als hessischer Sportminister[59]
- 2012: Deutsches Feuerwehr-Ehrenkreuz in Gold[60]
- 2017: Europäischer Karlspreis der Sudetendeutschen Landsmannschaft
- 2018: Großes Bundesverdienstkreuz mit Stern und Schulterband verliehen von Bundespräsident Frank-Walter Steinmeier[61]
- 2021: Großes goldenes Ehrenzeichen des österreichischen Bundeslandes Steiermark[62][63]
- 2023: Theo-Clausen-Medaille des Hessischen Basketball-Verbands[64]
- 2024 „Dr. med. h. c.“ – Ehrenpromotion des Fachbereichs Medizin der Justus-Liebig-Universität Gießen[65]